# 京特·黑希特
京特·黑希特（德語：Günther Hecht，1937年11月24日—2020年6月6日），德国工程物理学家，开姆尼茨工业大学原校长。

## 生平
1937年生于格兰钦。1956年至1961年在德累斯顿工业大学学习。毕业后在柏林自动化研究所工作。1964年开始在卡尔·马克思城机械工程大学物理研究所从事科研工作。1969年获博士学位。1991年，成为开姆尼茨工业大学副教授，1992年升任教授。1991年至1997年担任校长。2002年获授萨克森自由州功绩勋章。2020年6月6日逝世。